# Villa Isabela (kommun)
Villa Isabela är en kommun i Dominikanska republiken. Den ligger i provinsen Puerto Plata, i den norra delen av landet, 180 km nordväst om huvudstaden Santo Domingo. Antalet invånare 
i kommunen är cirka 17 000.
Följande samhällen finns i Villa Isabela:
- Villa Isabela